# Wikipedia tiếng Pháp
Wikipedia tiếng Pháp (tiếng Pháp: Wikipédia francophone, Wikipédia en français) là phiên bản tiếng Pháp của Wikipedia, bách khoa toàn thư mở.
Hiện tại phiên bản Wikipedia tiếng Pháp có số bài viết nhiều thứ ba, sau wikipedia tiếng Anh và Wikipedia tiếng Đức, cũng là một trong ba phiên bản có số bài viết trên 1.000.000 bài.